# Oblaznîțea, Jîdaciv
Oblaznîțea (în ucraineană Облазниця) este localitatea de reședință a comunei Oblaznîțea din raionul Jîdaciv, regiunea Liov, Ucraina.

## Demografie
Componența lingvistică a localității Oblaznîțea
     Ucraineană (98,96%)
     Alte limbi (0,69%)
Conform recensământului din 2001, majoritatea populației localității Oblaznîțea era vorbitoare de ucraineană (98,96%), existând în minoritate și vorbitori de alte limbi.